# Завьялов, Владимир Владимирович
Владимир Владимирович Завья́лов (род. 1 мая 1974, Усть-Каменогорск, Казахская ССР, СССР) — казахстанский хоккеист, правый нападающий; в настоящий момент тренер ДЮСШ ХК «Барыс» (команда детей 2006 г.р.). Воспитанник усть-каменогорского хоккея, тренер Станислав Фролов.

## Достижения
- Четвертьфиналист зимних Олимпийских игр 1998 г.
- Лучший хоккеист Казахстана 1997 года.
- Чемпион зимней Универсиады 1995 г.
- Чемпион Казахстана 1993—1996 гг.

В настоящее время является действующим тренером в ДЮСША Барыс